# فرودگاه صحرایی گیفو
فرودگاه صحرایی گیفو (به انگلیسی: Gifu Air Field) یک فرودگاه نظامی است که یک باند فرود آسفالت دارد و طول باند آن ۲۷۰۰ متر است. این فرودگاه در شهر گیفو کشور ژاپن قرار دارد .